# Meythet
Meythet és un municipi delegat francès, situat al departament de l'Alta Savoia i a la regió d'Alvèrnia-Roine-Alps. L'any 2007 tenia 8.325 habitants.
L'1 de gener de 2017, Seynod va fusionar amb Annecy, Annecy-le-Vieux, Cran-Gevrier, Pringy i Seynod.

## Demografia
El 2007 tenia 8.325 habitants. Hi havia 3.644 famílies de les quals 1.304 eren unipersonals. Hi havia 3.946 habitatges, 3.765 habitatges principals, 25 segones residències i 156 desocupats. 535 eren cases i 3.403 eren apartaments.

La població ha evolucionat segons el següent gràfic:

### Economia
El 2007 la població en edat de treballar era de 5.715 persones, 4.448 eren actives i 1.267 eren inactives.
Meythet compta amb quatre zones d'activitat industrial, on hi ha moltes empreses des de petites o mitjanes de serveis locals fins a grans empreses, com SNR Roulements, Clide Union SPX. A més d'aquests parcs industrials,  hi ha una desena de restaurants i diversos concessionaris o empreses relacionades amb el sector de l'automoció, concentrada principalment prop de Gillon.
L'any 2000 hi havia sis explotacions agrícoles que conreaven un total de 30 hectàrees.

## Equipaments sanitaris i escolars
El 2009 hi havia un centre de salut i tres farmàcies, dues escoles maternals i dues escoles elementals així com un col·legi d'educació secundària.